# ام‌الرصاص
ام‌الرصاص یک محوطه باستان‌شناسی در اردن است که شامل ویرانه‌هایی از رم، بیزانس و اوایل تمدن مسلمانان است. بیشتر قسمت‌های محوطه هنوز کاوش‌های باستان‌شناسی نشده‌است. در قسمت‌های کاوش شده یک اردوگاه نظامی و کلیساهای متعددی کشف شده‌است یکی از مهم‌ترین این کلیساها، کلیسای سنت استفان است که در سال ۷۸۵ ساخته شده و ۱۹۸۶ کشف شد. این محوطه باستان‌شناسی در سال ۲۰۰۴ در فهرست میراث جهانی یونسکو به ثبت رسید.

## برج سبک
ویژگی بارز «ام الرصاص» در حدود ۱ مایلی (۱٫۶ کیلومتری) شمال ویرانه‌های دیوارکشی شده قرار دارد. این سازه مرتفع که گفته می‌شود یک برج استایلیت است، سکویی برای زاهدان مسیحی بود که در آن بالا در انزوا زندگی می‌کردند و همچنین محرابی برای اذان گفتن بود.

## نگارخانه

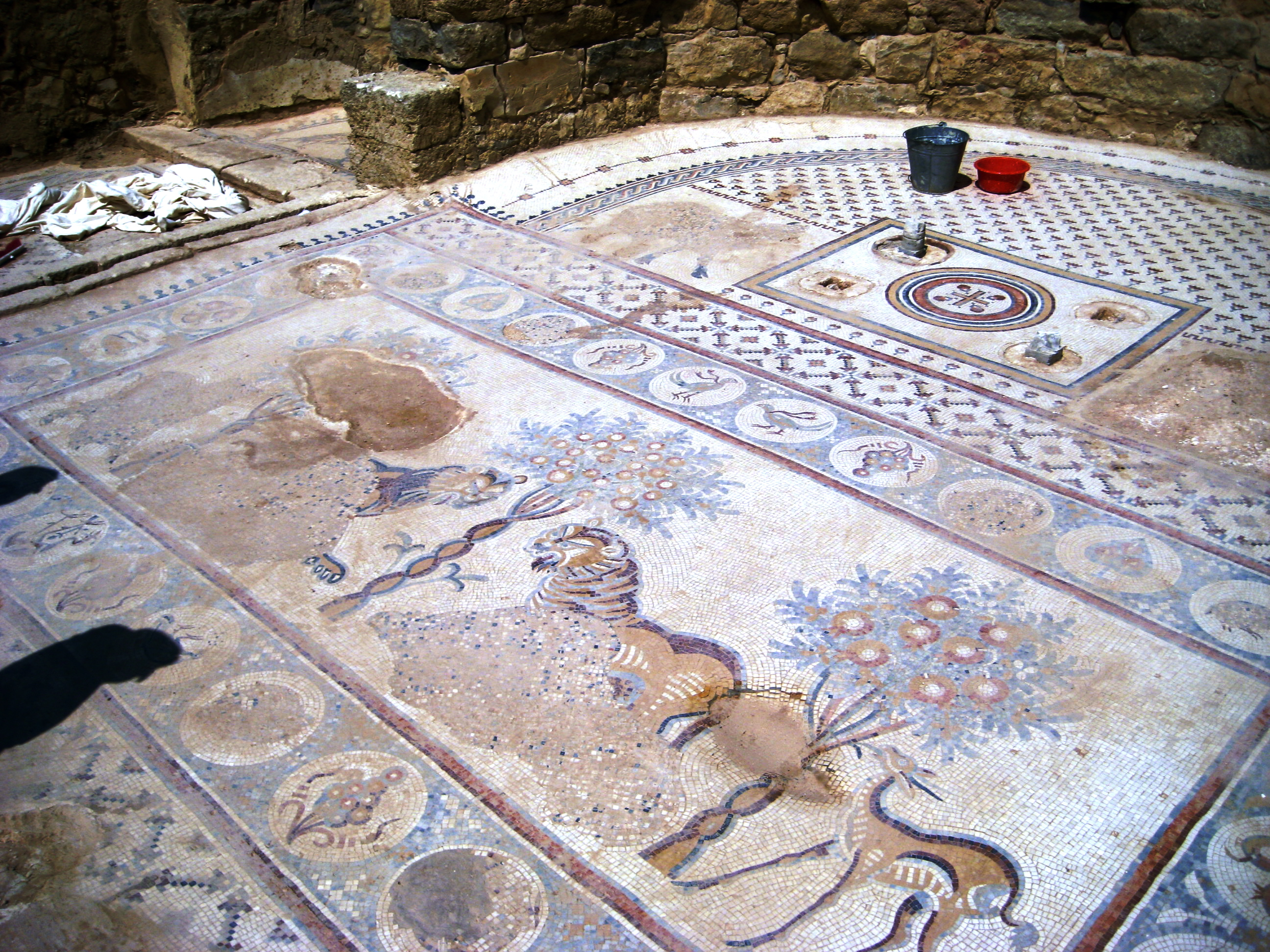
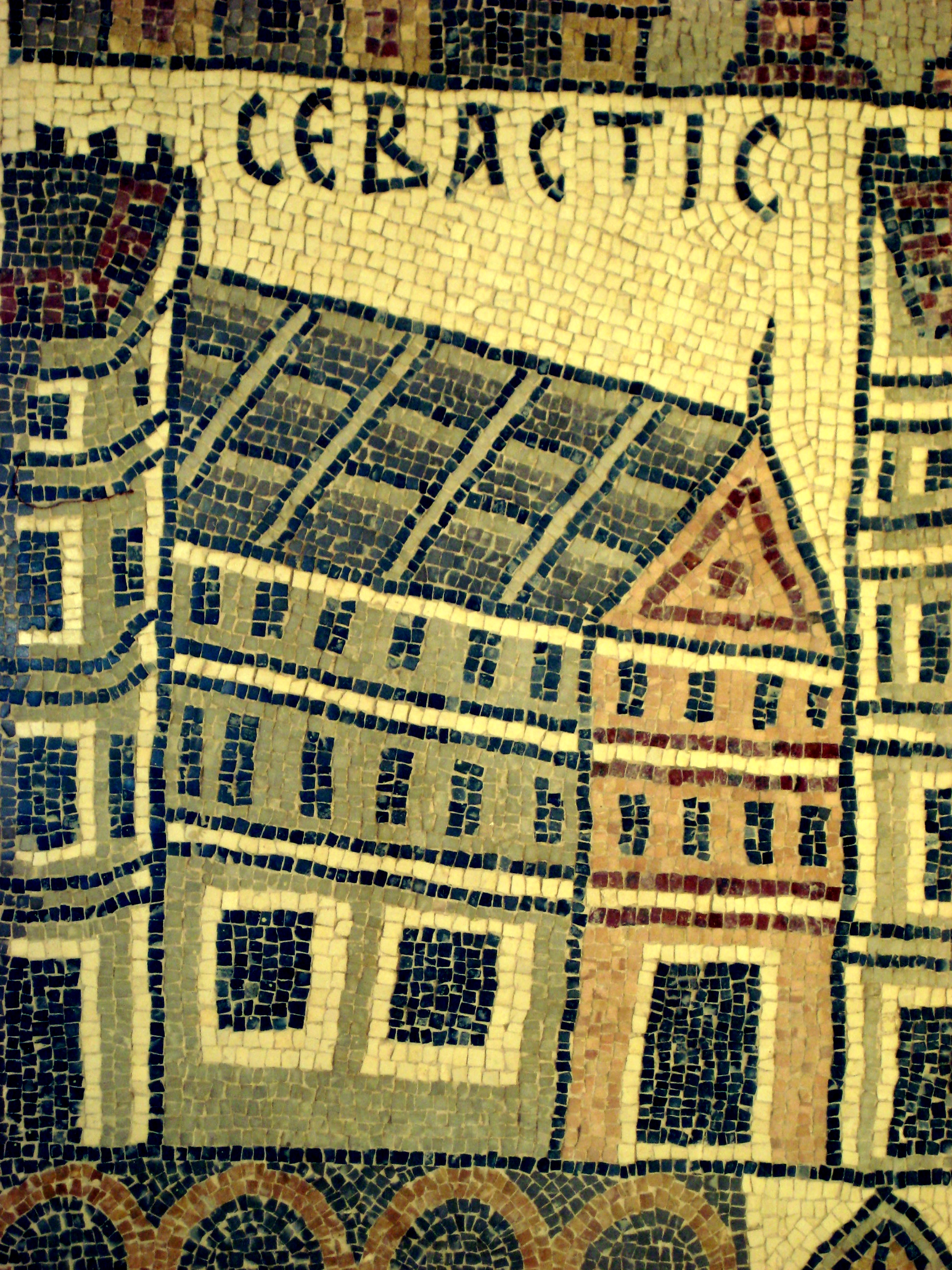
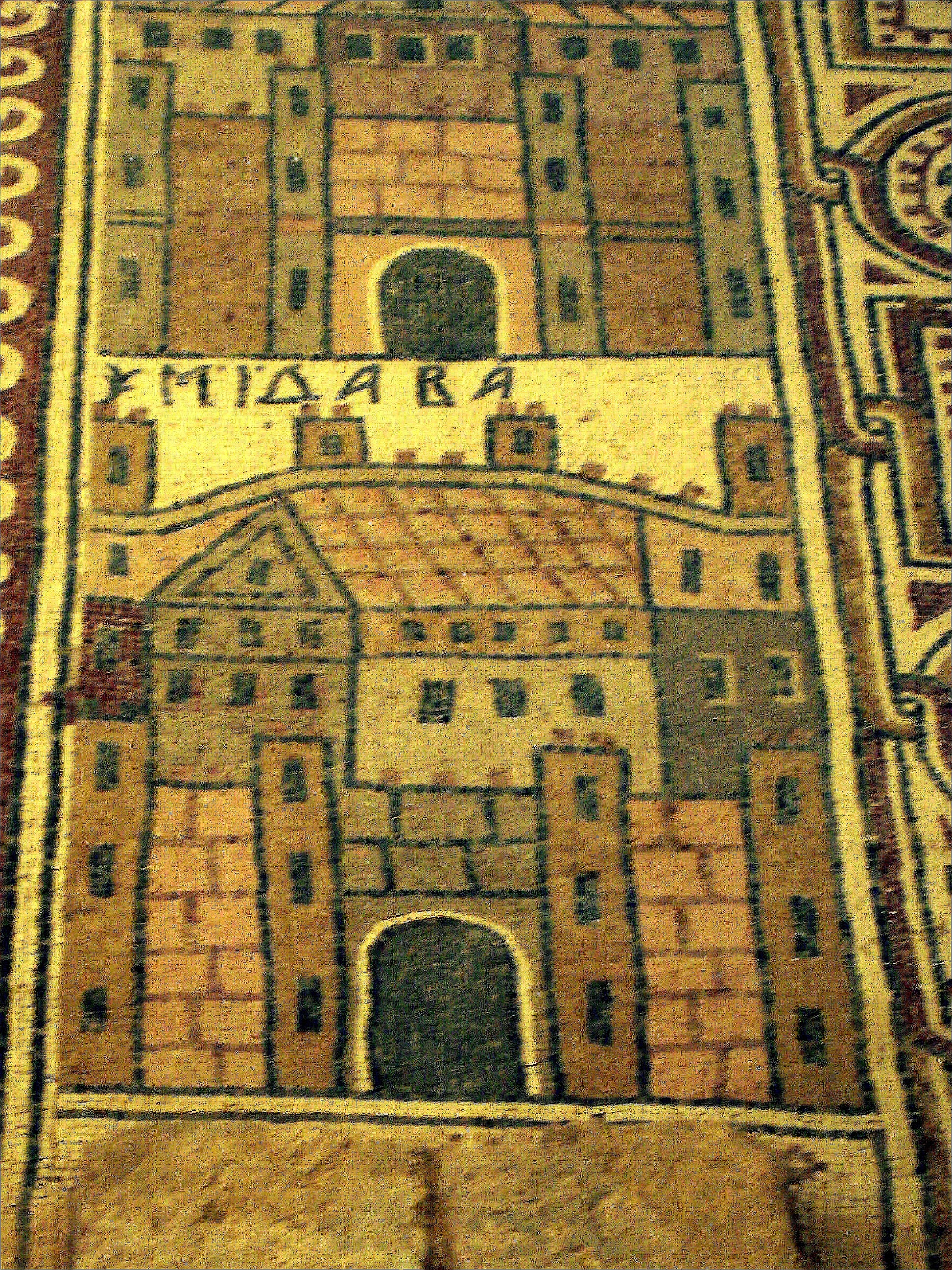
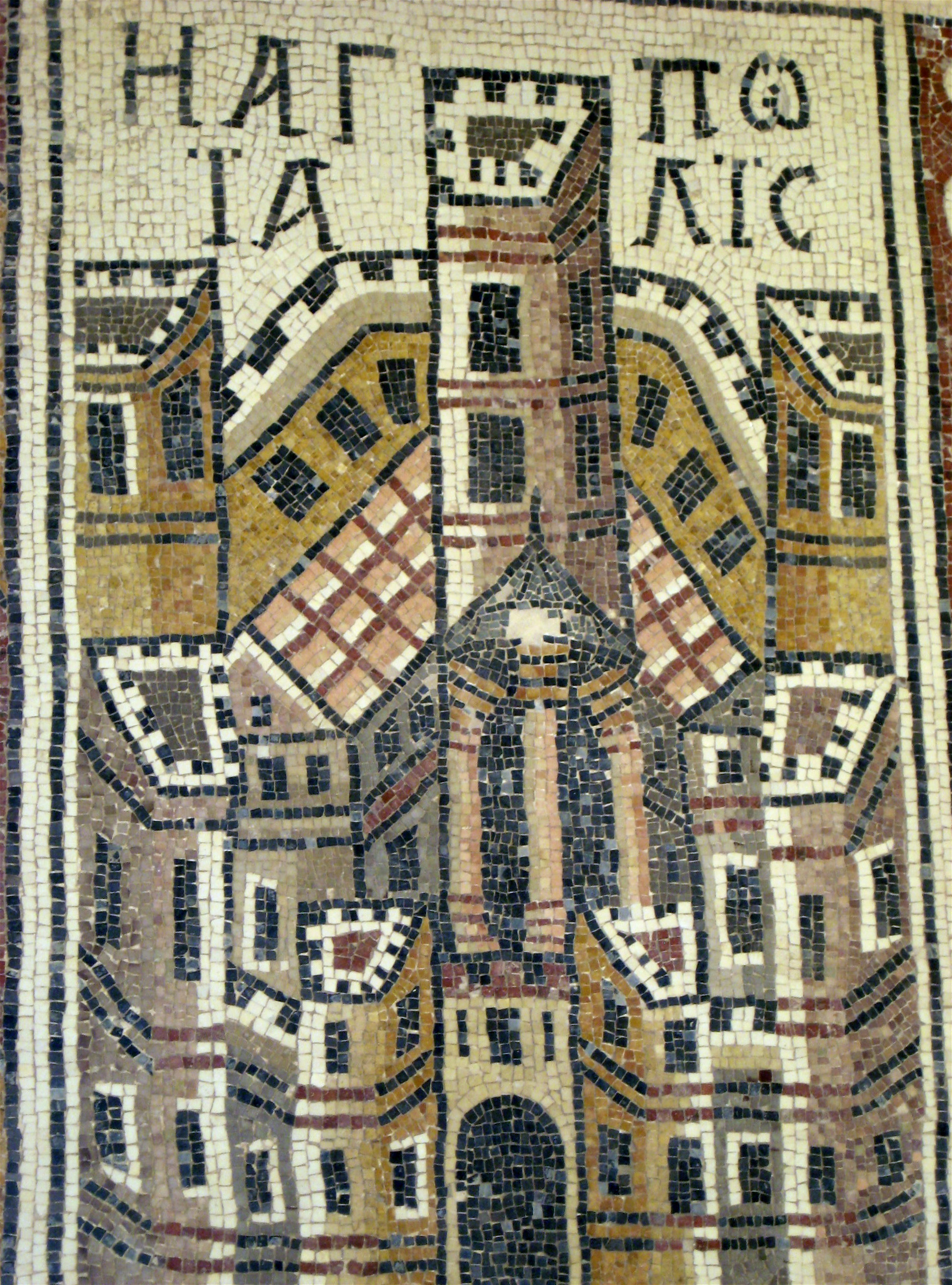
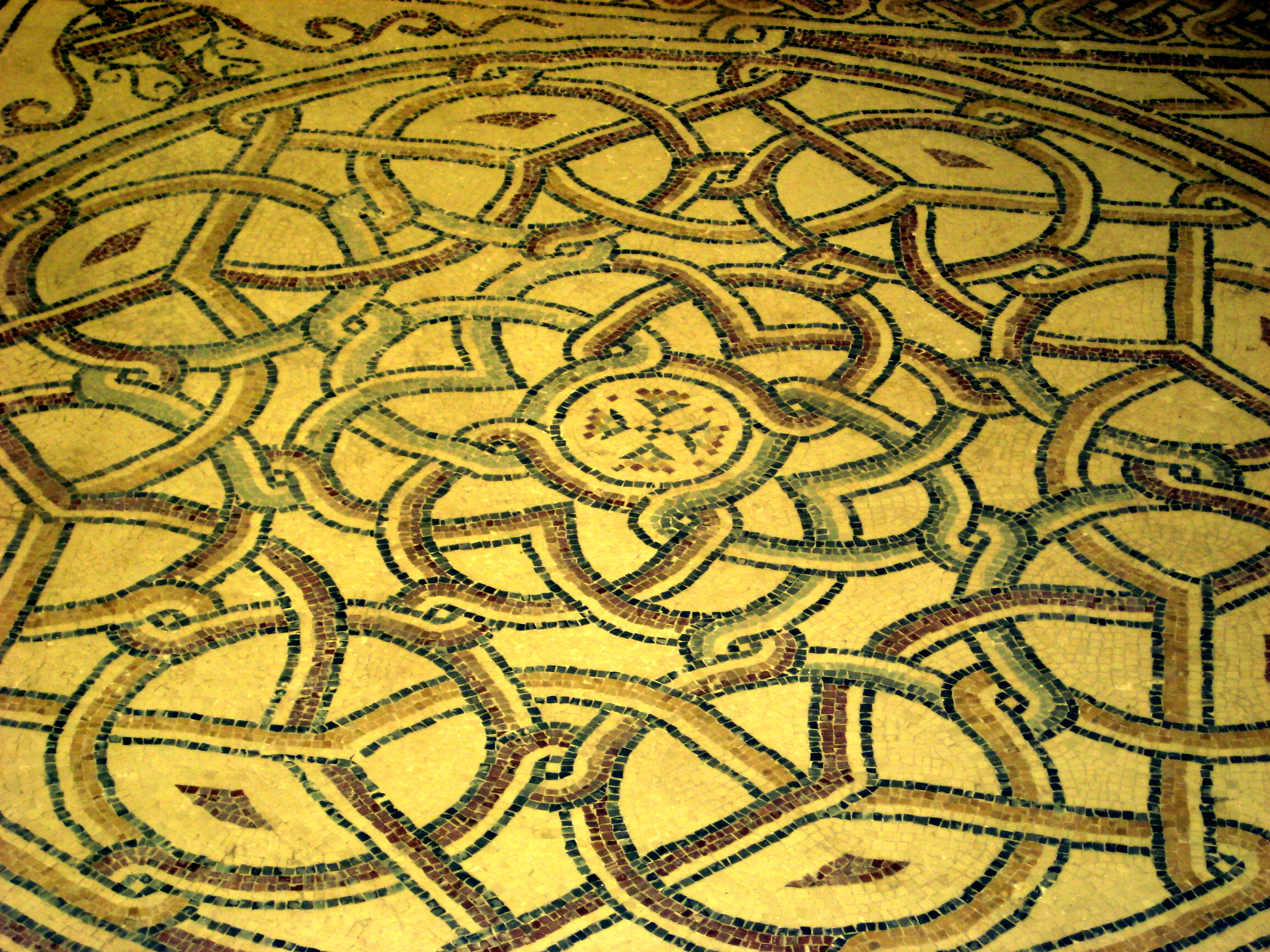
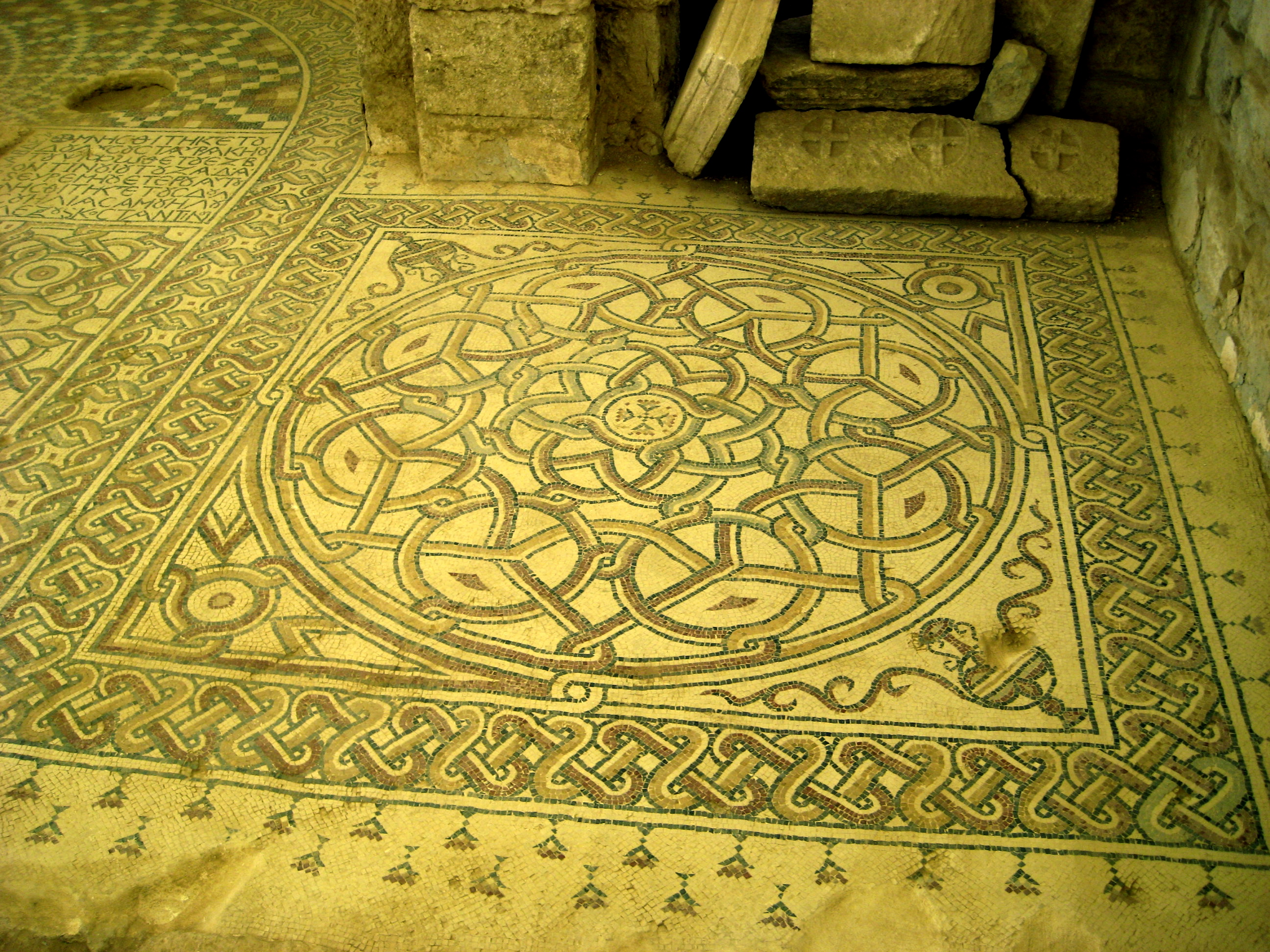
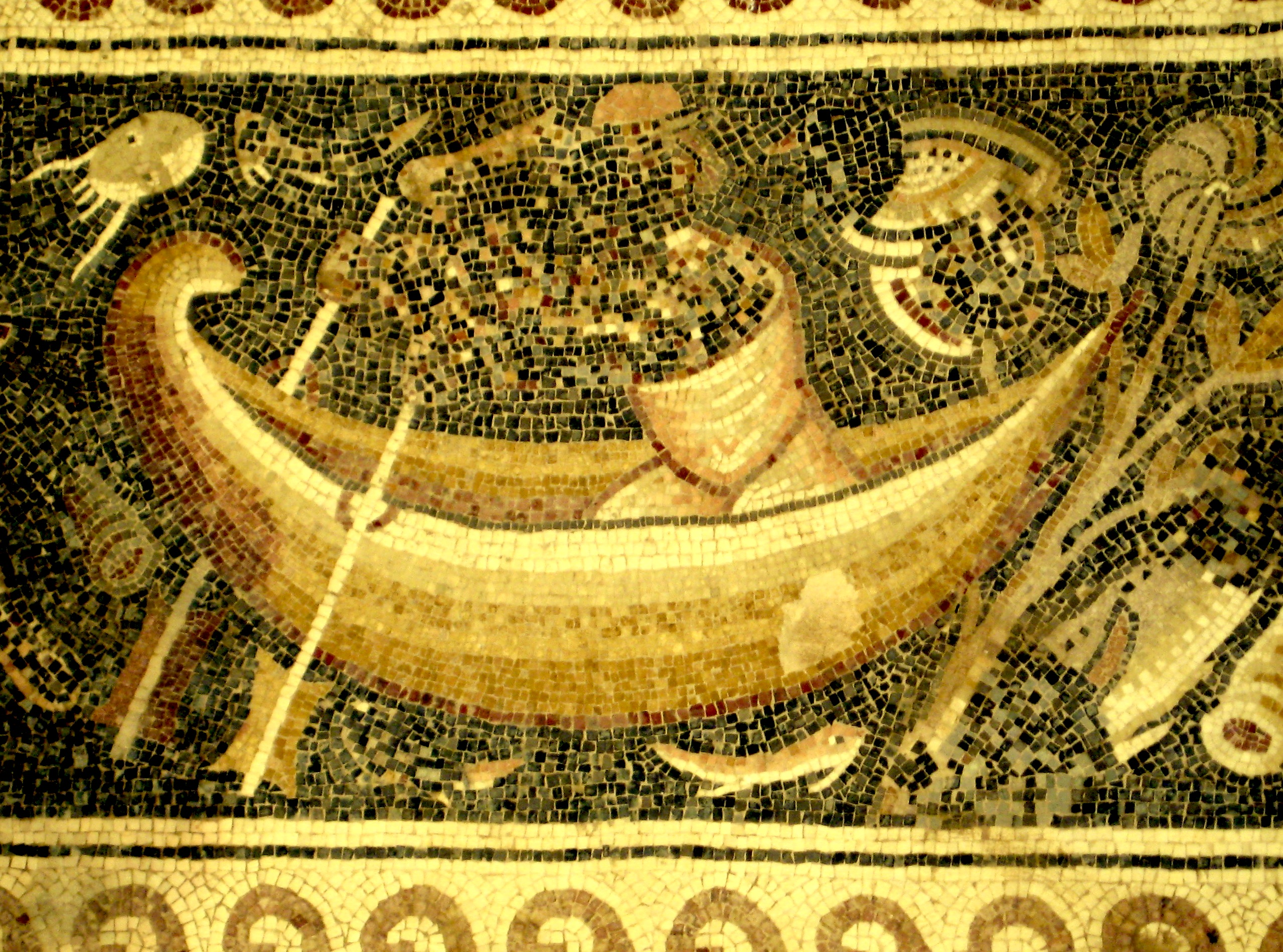